# Juzgados de Primera Instancia de Guatemala
Los Juzgados de Primera Instancia son tribunales pertenecientes al Organismo Judicial, dichos tribunales tienen como principal objetivo conocer los casos, hechos o procesos judiciales, así como delictivos en primera instancia, es decir, después de los Juzgados de Paz o Juzgados Menores, cuando se han requerido o de mayor importancia. 
Los Juzgados de Primera Instancia al igual que la Corte Suprema de Justicia y la Corte de Apelaciones, ejercen sus facultades jurisdiccionales dentro de la República de Guatemala como tribunales de primera instancia y lo hace conforme los procesos establecidos dentro de la Constitución Política de la República de Guatemala y las demás leyes que los facultan para dicha función, como lo hace la Ley del Organismo Judicial, Dto. 2-89 del Congreso de la República de Guatemala, en su artículo 95.
La Corte Suprema de Justicia determinará la sede y distrito que corresponde a cada tribunal de primera instancia y a sus jueces, así como los hace con los demás tribunales, todo esto está descrito en el artículo 94 de la Ley del Organismo Judicial. Actualmente en toda la República hay un total de 218 juzgados.

## Funciones
Según el artículo 95 de la Ley del Organismo Judicial son atribuciones de los Juzgados de Primera Instancia y sus jueces, lo siguiente:
a) Conocer de los asuntos de su competencia, de conformidad con la Ley;
b) Conocer en las causas de responsabilidad cuando esta atribución no corresponda a la  Corte de Apelaciones;
c) Los que tienen competencia en materia penal están obligados a visitar, por lo menos una vez al mes los centros de detención y las cárceles de su distrito;
d) Visitar en inspección, cada tres meses, el Registro de la Propiedad; cuando lo hubiere en su jurisdicción. Para la ciudad capital, el presidente del Organismo Judicial fijará a que juzgados corresponde la inspección; 
e) Las demás que establezcan otras leyes, los reglamentos y acuerdos de la  Corte Suprema de Justicia.

## Funcionarios del Organismo Judicial: Jueces de Primera Instancia
Los jueces de primera instancia son electos y designados a cada distrito, de acuerdo a las disposiciones de la Corte Suprema de Justicia.

### Residencia
Los jueces de primera instancia tienen la obligación de residir en la población sede del juzgado en el que prestan sus servicios; y sin licencia, no pueden ausentarse de su departamento en días hábiles, todo según el artículo 96 de la Ley del OJ.

### Impedimentos
Según el artículo 98 de la Ley de la OJ, en los casos de impedimento, excusa, recusación o falta temporal o absoluta de los jueces de primera instancia, se procederá de la manera siguiente: 
a) Si el impedimento, la excusa o la recusación, fueren declarados procedentes, el asunto pasará a otro juez de primera instancia, si lo hubiere en el departamento. En los departamentos donde hubiere más de dos jueces, el asunto pasará al que le siguiere en orden numérico, y al primero si fuere el último el de la causal. Si no lo hubiere, conocerá el juez menor de la cabecera si tuviere título de abogado; y si no otro juez menor del mismo departamento que lo tenga. Si tampoco lo hay, el asunto
pasará al conocimiento del juez de primera instancia más accesible. El Presidente del Organismo Judicial determinará en forma general lo pertinente por medio de acuerdo. 
b) Si la falta fuere temporal, el presidente del Organismo Judicial designará al juez suplente que deba sustituirlo. Si fuere absoluta, se procederá en la misma forma mientras la Corte Suprema de Justicia hace el nuevo nombramiento.

## Amparo
Los jueces de primera instancia del orden común, en sus respectivas jurisdicciones, conocen de los amparos que se interpuestos en contra de:
- a) Los administradores de rentas;
- b) Los jueces menores;
- c) Los jefes y demás empleados de policía;
- d) Los alcaldes y corporaciones municipales no comprendidos en el artículo anterior;
- e) Los demás funcionarios, autoridades y empleados de cualquier fuero o ramo no especificados en los artículos anteriores;
- f) Las entidades de derecho privado.

Esto está regulado en el artículo 14 del Decreto 1-85 de la Asamblea Nacional Constituyente, Ley de Amparo, Exhibición Personal y de Constitucionalidad.

## Organización
Los Tribunales de Primera Instancia se organizarán disponga la Corte Suprema de Justicia, actualmente es de la siguiente forma:
- -     - Juzgados de Primera Instancia
      -         -           -             - Salas de Ejecución Penal
            - Tribunales de Sentencia Penal, Narcoactividad y Delitos Contra el Ambiente
            - Juzgados de Primera Instancia Penal, Narcoactividad y Delitos Contra el Ambiente y Juzgado Delito fiscal
            - Juzgados de Primera Instancia Civil
            - Tribunales de Sentencia y Juzgados de Instancia Mixtos Departamentales
            - Juzgados de Familia
            - Juzgados de Trabajo y Previsión Social
            - Juzgados de la Niñez y la Adolescencia y de Adolescentes en Conflicto con la Ley Penal y Juzgados de Control de Ejecución de Medidas
            - Juzgados de Primera Instancia de Cuentas
            - Juzgados de Primera Instancia de lo Económico Coactivo